# 41e corps d'armée (France)
Pour les articles homonymes, voir 41e corps d'armée.
Le 41e corps d'armée également appelé 41e corps d'armée de forteresse est une unité de l'armée de terre française qui a combattu durant la Seconde Guerre mondiale.

## Commandants
- 1940 : général Libaud

## LaSeconde Guerre mondiale

### Drôle de guerre
Le XLIe corps d'armée du général Libaud constitue l'aile droite de la 9e armée, disposant de deux divisions :
- La 102e division d'infanterie de forteresse, occupe déjà la Meuse entre  Anchamps et Pont-à-Bar (Donchery) où commence le secteur du Xe corps d'armée de la 2e armée (soit un front de 40 km[1]). Division de forteresse, elle n'a que la moitié de la valeur d'une division d'infanterie classique[2].
- La 61e division d'infanterie (série B) qui défend la position de résistance nationale de Rocroi – Signy-l'Abbaye doit venir s'aligner également sur le fleuve d'Anchamps à Vireux-Molhain en liaison avec le XIe corps d'armée (soit environ 30 km[1]) en cas de manœuvre Dyle. Elle n'est pas entièrement dotée en matériel antichars et de déplacement[2].

### Composition
Au 10 mai 1940 :

Divisions
- 102e division d'infanterie de forteresse
- 61e division d'infanterie

Artillerie
- 146e régiment d'artillerie lourde hippomobile
- 391e régiment d'artillerie de tranchée

Services
- 41e parc d'artillerie de corps d'armée
  - 141e compagnie d'ouvriers d'artillerie
  - 161e section de munitions automobile

Génie
- compagnie de sapeurs mineurs 141/1
- compagnie de parc du génie 141/21

Transmissions
- compagnie télégraphique 141/81
- compagnie radio 141/82

Train
- compagnie auxiliaire du train 102/1
- compagnie auxiliaire du train 104/1
- compagnie auxiliaire du train 105/3
- compagnie auxiliaire du train 107/3
- compagnie automobile de transport 341/21

Intendance
- groupe d'exploitation 441/2
- compagnie de ravitaillement en viande 431/2

Forces aériennes
- groupe aérien d'observation 547
- 186e bataillon d'aérostation